# 丹麥國立美術館

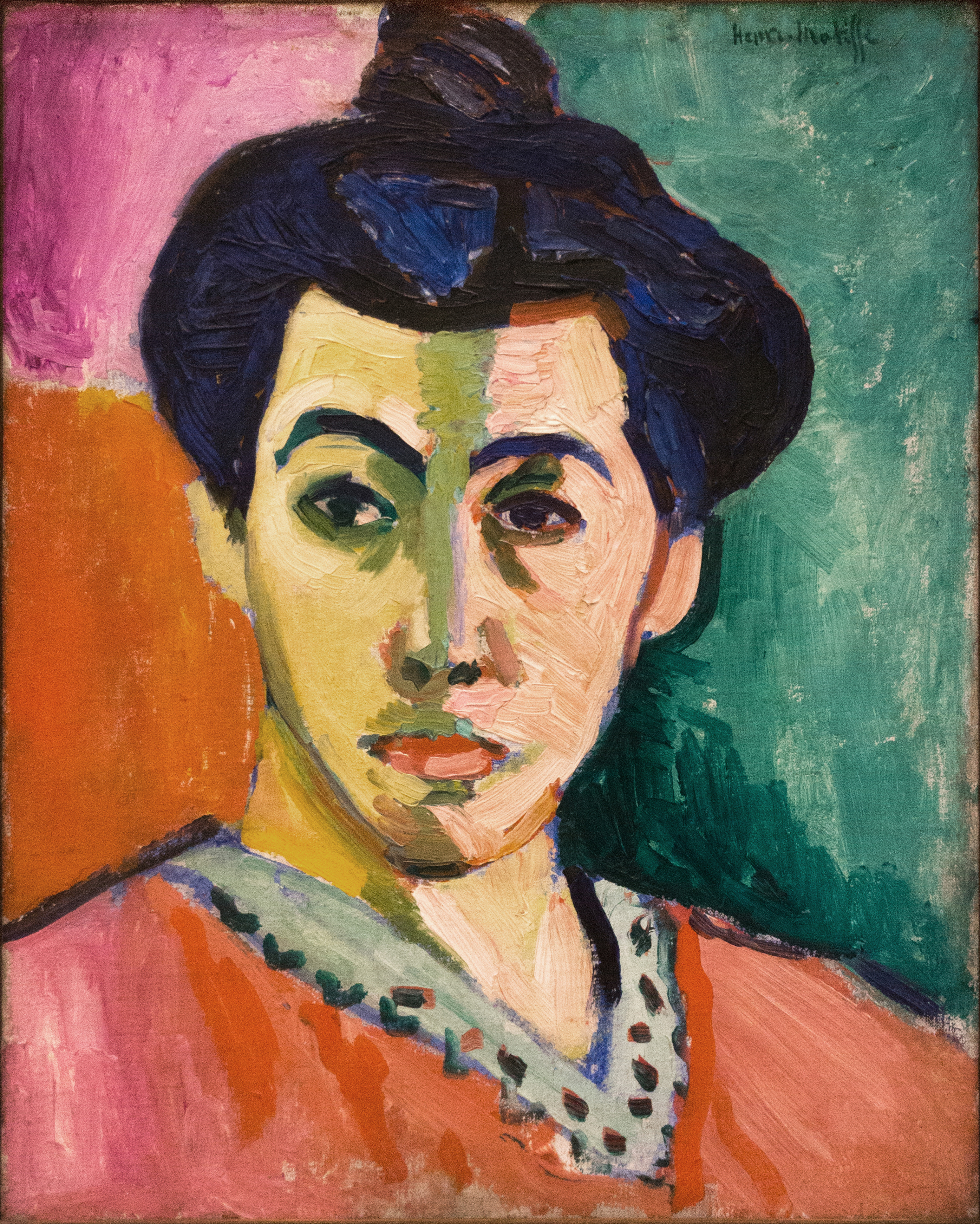
亨利·馬蒂斯1905年的作品《綠色條紋，馬蒂斯夫人像》

丹麥國立美術館（丹麥語：Statens Museum for Kunst）是丹麥的國家美術館，位於哥本哈根市中心，收费參觀。博物館收藏自14世紀以來至現在丹麥及世界各國的藝術品。美術館的建築修建於1889年至1896年期間，是一座義大利文藝復興式建築。

## 外部連結
- National Gallery of Denmark website（页面存档备份，存于）
- Copenhagen-Portal - Denmark's National Gallery（页面存档备份，存于）
- National Gallery of Denmark building street view（页面存档备份，存于）

55°41′20″N 12°34′43″E / 55.68889°N 12.57861°E